# Крешимир (гранатомёт)
Крешимир (хорв. Krešimir) — хорватский кустарный полуавтоматический гранатомет, созданный во время войн в Югославии.

## Описание
Это полуавтоматический гранатомет, изготовленный компанией IM Metall в Хорватии в начале Хорватской войны, примерно в 1991 году. В отличие от многих других моделей, стреляющих большими патронами с взрывной часть, этот гранатомёт использует магазин на 5 патронов для ручных гранат М50 с ударными взрывателями. При нажатии на спусковой крючок последовательно сбрасываются два бойка.